# سبورت تي في
سبورت تي في (بالبرتغالية: Sport TV) هي شبكة تلفزيونية فضائية برتغالية مشفرة موجهة نحو الرياضة مع سبع قنوات متميزة في البرتغال ، وقناة إخبارية رياضية واحدة وقناة واحدة في أفريقيا ناطقة بالبرتغالية. تم إطلاق القناة الأولى في 16 سبتمبر 1998 وهي مملكة مجموعة غلوبال ميديا، و‌نوس و‌فودافون البرتغال.
تبث الشبكة بشكل أساسي كرة القدم و‌كرة السلة و‌الكرة الطائرة و‌كرة الصالات و‌الرغبي و‌ركوب الأمواج و‌الجولف و‌ألعاب القوى و‌المصارعة والرياضات الأمريكية و‌الرياضات القتالية و‌سباق السيارات و‌التنس. كما أنها تحتوي على مناقشات وأخبار وتقارير رياضية.
يتم بث جميع مباريات الدوري البرتغالي الممتاز حصرًا على قنوات سبورت تي في باستثناء مباريات نادي بنفيكا على أرضه والتي يتم بثها على قناة النادي بي تي في [الإنجليزية].

## حقوق البث

### كرة القدم
- دوري الأمم الأوروبية
- التصفيات الأوروبية
- الدوري الأوروبي
- دوري المؤتمر الأوروبي
- كوبا أمريكا
- كوبا ليبرتادوريس
- كوبا سود أمريكانا
- ريكوبا سودأمريكانا
- دوري الدرجة الأولى الأرجنتيني
- الدوري الأسترالي
- كأس البرازيل
- كأس الاتحاد الإنجليزي
- درع الاتحاد الإنجليزي
- كأس رابطة الأندية الإنجليزية المحترفة
- الدوري الإيطالي
- كأس إيطاليا
- كأس السوبر الإيطالي
- الدوري الهولندي الممتاز
- الدوري البرتغالي الممتاز (باستثناء مباريات نادي بنفيكا على أرضه)
- الدوري البرتغالي الدرجة الثانية
- كأس البرتغال
- كأس الدوري البرتغالي
- دوري المحترفين السعودي[1]
- الدوري التركي الممتاز

### كرة السلة
- الدوري الأوروبي
- كأس كرة السلة البرتغالي
- إن بي أي

### الرغبي
- بطولة الأمم الستة
- كأس أبطال الرغبي الأوروبي
- بطولة الرغبي البرتغالية [الإنجليزية]

### سباق السيارات
- فورمولا 1
- موتو جي بي
- بطولة العالم للراليات
- بطولة جي تي الدولية المفتوحة [الإنجليزية]
- بطولة فيا جي تي
- بطولة سباق السيارات السياحية الألمانية [الإنجليزية]
- سلسلة إندي كار

### هوكي الجليد
- دوري الهوكي الوطني

### فنون القتال المختلطة
- يو إف سي

### غولف
- كأس رايدر
- بطولة الماسترز للغولف
- بطولة أمريكا المفتوحة للغولف [الإنجليزية]
- البطولة المفتوحة
- جولة بغا الأوروبية
- بطولة بغا [الإنجليزية]
- جولة بغا [الإنجليزية]
- بطولة العالم للغولف [الإنجليزية]

### تنس
- كأس ديفيز
- كأس فيد
- بطولة ويمبلدون
- دورات الماسترز 1000 نقطة
- رابطة محترفي التنس